# Elbasvir
Elbasvir là thuốc được FDA phê duyệt vào tháng 1 năm 2016  để điều trị viêm gan C. Nó được phát triển bởi Merck và hoàn thành các thử nghiệm giai đoạn III, được sử dụng kết hợp với thuốc ức chế protease NS3/4A grazoprevir dưới tên thương mại Zepatier, được sử dụng trong phác đồ không peginterferon alfa-2a và có hoặc không có ribavirin.
Elbasvir là một chất ức chế mạnh và chọn lọc NS5A. Nó chỉ được nghiên cứu như là một sản phẩm kết hợp với các thuốc kháng vi-rút viêm gan C bổ sung khác như grazoprevir và MK-3682, và không rõ liệu elbasvir sẽ cho thấy hoạt động chống vi-rút mạnh mẽ nếu được dùng đơn trị liệu. Tuy nhiên, việc kết hợp các DAAs (Direct-acting antivirals) đại diện cho phương pháp thành công nhất được phát triển để thực sự chữa khỏi bệnh viêm gan C, thay vì chỉ làm chậm sự tiến triển của bệnh.

## Tác dụng phụ
Tác dụng phụ chỉ được đánh giá trong phối hợp với grazoprevir.

## Tương tác
Elbasvir bị chuyển hóa bởi men gan CYP3A4. Kết hợp với các thuốc cảm ứng enzyme này, chẳng hạn như efavirenz, carbamazepine hoặc St. John's wort, có thể dẫn đến nồng độ elbasvir trong huyết tương xuống dưới mức hiệu quả. Kết hợp với các chất ức chế CYP3A4 có thể làm tăng nồng độ trong huyết tương.

## Dược lý

### Cơ chế hoạt động
Elbasvir ức chế NS5A, một protein cần thiết cho sự sao chép RNA và lắp ráp virus viêm gan C.

### Dược động học
Elbasvir đạt nồng độ đỉnh trong huyết tương ba giờ sau khi uống cùng với grazoprevir (biến thể giữa các bệnh nhân: ba đến sáu giờ). Ở bệnh nhân viêm gan C, nồng độ trạng thái ổn định được tìm thấy sau khoảng sáu ngày. Liên kết với protein huyết tương là hơn 99,9%, chủ yếu là glycoprotein albumin và alpha-1-acid. Một phần của chất bị oxy hóa ở gan, phần lớn là nhờ enzyme CYP3A4. Thời gian bán hủy sinh học trung bình là 24 giờ. Hơn 90% được bài tiết qua phân và dưới 1% qua nước tiểu.